# Władysław Wincenty Krasiński
Władysław Wincenty Krasiński herbu Ślepowron, (ur. 27 września 1844 w Warszawie, zm. 6 lutego 1873 w Mentonie) – hrabia, prawnik, ekonomista, literat, syn Zygmunta i Elizy z Branickich, III ordynat opinogórski.
W czasie powstania styczniowego pracował w Paryżu razem z księciem Władysławem Czartoryskim. Zamiłowany w naukach humanistycznych doprowadził do uporządkowania zbiorów ordynacji, założył Bibliotekę ord. Krasińskich, zapoczątkował w 1868 wydawnictwo Biblioteki ord. Krasińskich, wydając wspólnie z Władysławem Chomętowskim pięć pierwszych tomów.

## Rodzina
Jego życie osobiste było skomplikowane. Poślubił kuzynkę, Różę z Potockich, choć ta była wcześniej zakochana w Edwardzie Raczyńskim, którego z kolei zmuszono do ślubu z siostrą Władysława, Marią Beatrix Krasińską. Oba małżeństwa okazały się nieudane i krótkotrwałe, gdyż młodzi Krasińscy chorowali na dziedziczną gruźlicę. Po śmierci Władysława i odczekania roku na stosowną żałobę, jego wdowa Róża z Potockich wyszła za mąż za swoją dawną miłość Edwarda Aleksandra Raczyńskiego.
Z zawartego w 1868 w Krzeszowicach małżeństwa z Różą z Potockich był ojcem trojga dzieci:
- 1. Adama Krasińskiego (1870-1909), sukcesora ordynacji opinogórskiej
- 2. Elżbiety Krasińskiej (1871-1905) od 1894 zamężnej za Janem Tyszkiewiczem z Waki (1867-1903)
- 3. Zofii Krasińskiej (1873-1891)